# Pablo Andújar
Pablo Andújar Alba (Cuenca, 23 gennaio 1986) è un ex tennista spagnolo.
È stato uno specialista della terra battuta, superficie sulla quale ha giocato 14 delle 15 finali ATP raggiunte tra singolare e doppio. Ha vinto 4 titoli ATP, tutti in singolare. Le sue migliori posizioni nella classifica mondiale sono state la 32ª nel luglio 2015 in singolare e la 74ª in doppio nel dicembre 2012. Ha esordito nel 2014 nella squadra spagnola di Coppa Davis, per la quale ha disputato tre incontri.

## Biografia
Inizia a giocare a tennis a 6 anni e in seguito il suo idolo diventa Juan Carlos Ferrero, oltre ad ammirare David Ferrer e Rafael Nadal. Nel novembre 2016 sposa Cristina, dalla quale ha i figli Pablo Jr., Alex e Carlos. Oltre allo spagnolo, parla italiano, inglese e francese. Nel 2021 entra a far parte del consiglio dei giocatori ATP.

## Carriera

### Juniores
Ha raggiunto il 5º posto della classifica mondiale juniores nel 2004 dopo aver vinto il titolo in doppio al Roland Garros juniores in coppia con Marcel Granollers, battendo in finale Alex Kuznetsov / Miša Zverev per 6-3, 6-2.

### 2002-2005: inizi da professionista e primi titoli ITF
Fa la sua prima isolata apparizione nel circuito dei Futures ITF nel luglio 2002, perdendo al primo turno del torneo Spain F7. Inizia a giocare con frequenza tra i professionisti nel 2004, in aprile non supera le qualificazioni al torneo ATP di Valencia e vince i primi incontri in luglio nel Futures Spain F14, dove arriva nei quarti di finale. Nel gennaio 2005 disputa allo Spain F1 la prima semifinale e in marzo la prima finale all'Italy F4, che perde in due set da Stefano Galvani. Il mese dopo conquista il primo titolo da professionista allo Spain F5, vincendo il torneo di doppio in coppia con Marc Fornell Mestres. Alza il primo trofeo in singolare il 17 luglio 2005, superando Gabriel Trujillo Soler per 6-3, 3-6, 6-3 nella finale dello Spain F15 a Elche, dove si aggiudica anche il torneo di doppio. Due settimane dopo debutta nel circuito Challenger con una sconfitta al primo turno a Valladolid. Grazie al titolo vinto in novembre allo Spain F31 e ad altri buoni risultati di fine anno, conclude il 2005 al 361º posto nella classifica mondiale in singolare, suo nuovo best ranking.

### 2006, primi titoli Challenger
Nel maggio 2006 abbandona i tornei Futures per dedicarsi ai Challenger; in giugno raggiunge i quarti in singolare e la finale in doppio a Sassuolo e in luglio conquista il primo titolo di categoria a Mantova, vincendo la finale in doppio in coppia con Marcel Granollers. La settimana successiva conquista il primo titolo Challenger in singolare a Rimini, sconfiggendo in finale Werner Eschauer con il punteggio di 3-6, 6-1, 7-5. In agosto trionfa a Vigo aggiudicandosi sia il torneo in singolare che quello in doppio. A fine torneo fissa i suoi nuovo best ranking in singolare, alla 194ª posizione, e in doppio alla 235ª. In agosto viene eliminato nelle qualificazioni degli US Open, alla sua prima esperienza in un torneo del Grande Slam. In ottobre viene eliminato anche nelle qualificazioni del torneo ATP di Metz.

### 2007, esordio nel circuito ATP
Nel 2007 divide i suoi impegni tra i tornei Challenger e quelli del circuito maggiore. In gennaio fallisce le qualificazioni nei tornei ATP di Chennai, Auckland e soprattutto agli Australian Open. In febbraio supera per la prima volta le qualificazioni in un torneo ATP al Brasil Open e viene eliminato al primo turno. Si qualifica in aprile anche all'ATP di Valencia e vince il primo incontro nel circuito maggiore superando in due set Simon Greul, prima di cedere al secondo turno a Potito Starace. Due settimane dopo si spinge fino al terzo turno nel prestigioso torneo International Series Gold di Barcellona, approfittando del ritiro al secondo turno del nº 18 ATP Juan Carlos Ferrero. La settimana successiva, nel Challenger di Tunisi sconfigge per la prima volta un top 100, il nº 87 ATP Janko Tipsarević, ed esce al terzo turno. Al Roland Garros viene sconfitto nel terzo e ultimo incontro delle qualificazioni. Nell'arco della stagione non vince alcun titolo e raggiunge la finale solo nei Challenger di Trani e Siviglia in singolare e in quelli di Torino e Tarragona in doppio. A novembre porta il best ranking di singolare al 144º posto.

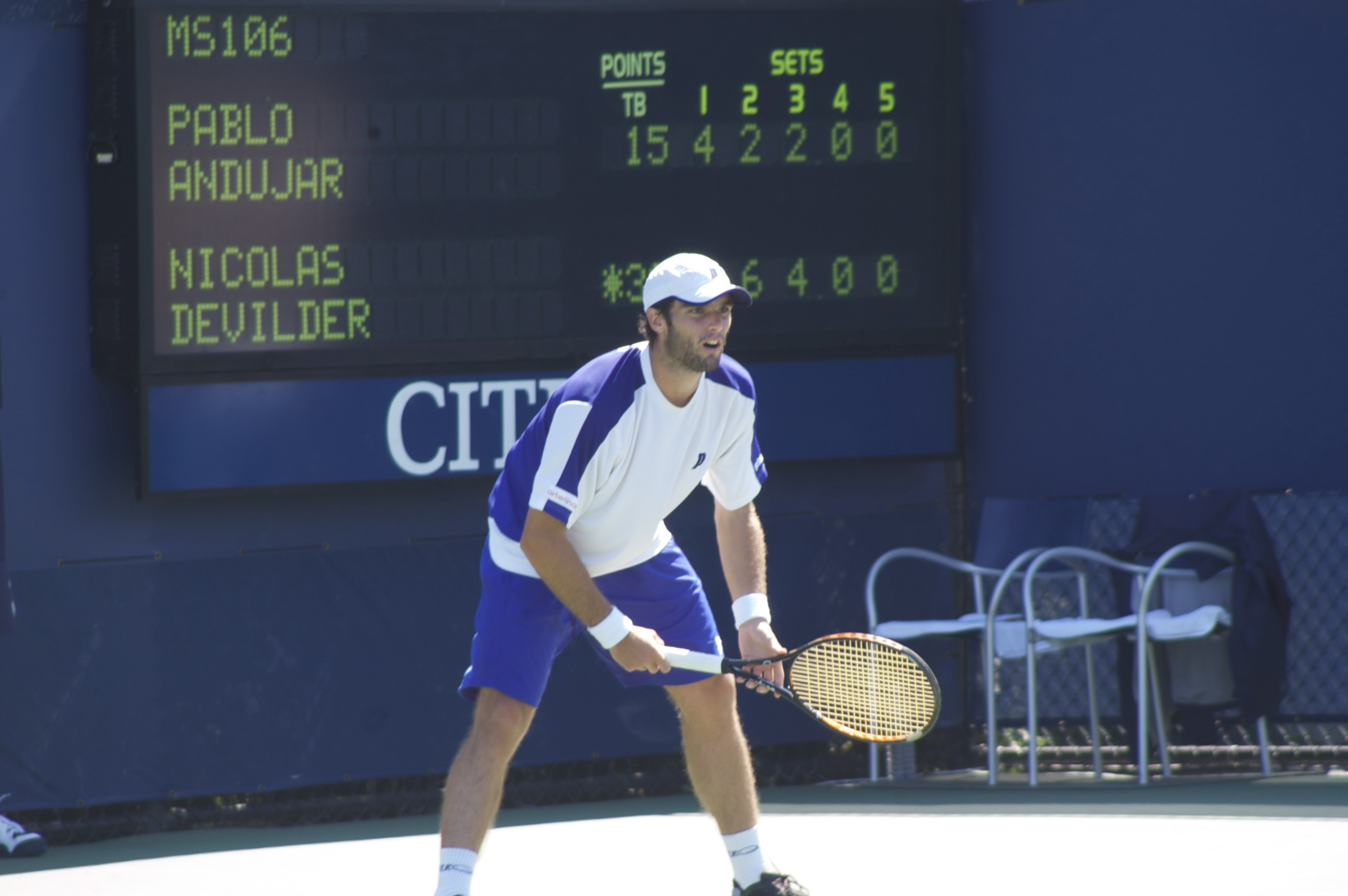
US Open 2008

### 2008, 2 titoli Challenger e top 100
Stenta all'inizio della stagione e ottiene il primo risultato di rilievo a Valencia, sconfigge al primo turno il nº 70 ATP Kristof Vliegen e al secondo viene eliminato dall'idolo di casa David Ferrer, che vincerà il torneo. In giugno supera per la prima volta le qualificazioni in una prova dello Slam al Roland Garros e al primo turno batte in quattro set il nº 74 ATP Filippo Volandri, al secondo strappa un set al nº 5 del mondo Fernando González. Nel periodo successivo si mette in luce nei tornei Challenger, i titoli che conquista in singolare in agosto a Vigo e a San Sebastián lo proiettano per la prima volta nella top 100, in 88ª posizione. Grazie alla buona classifica accede al main draw degli US Open senza passare per le qualificazioni e al primo turno raccoglie solo 8 giochi contro Nicolas Devilder. Esce al primo turno anche nei tornei ATP di Bucarest e Stoccolma.

### 2009, discesa nel ranking
Il 2009 comincia con 7 sconfitte consecutive in singolare nei tornei del circuito maggiore, mentre in doppio non va oltre i quarti di finale a Viña del Mar in febbraio. Torna a cimentarsi con moderato successo nei Challenger, raggiungendo in singolare al massimo le semifinali a Napoli in aprile e l'81º posto nel ranking. Al primo turno del Roland Garros supera il nº 69 ATP Robby Ginepri ed esce al secondo per mano di Paul-Henri Mathieu. Dopo un'altra serie di sconfitte, a inizio agosto raggiunge la finale nel Challenger di Orbetello. Gioca tutta la seconda parte della stagione nei tornei Challenger, arrivando al massimo in semifinale. Nel bilancio di fine anno si trova con una sola vittoria su 13 incontri disputati nel circuito maggiore e al 160º posto del ranking, dopo essere stato al 192º in settembre.

### 2010: prima finale ATP, due titoli Challenger e rientro nella top 100
Salta l'Australian Open e inizia la stagione in febbraio, nei tornei ATP sudamericani sulla terra rossa. Si qualifica al Brasil Open, dove esce al primo turno, e a Buenos Aires, dove torna a vincere un incontro ATP a distanza di quasi 9 mesi battendo Óscar Hernández ed esce al secondo turno per mano di Albert Montañés. La settimana successiva vince il torneo di doppio al Challenger di Meknès in coppia con Flavio Cipolla. In questo periodo gioca soprattutto i Challenger e in aprile perde la finale a Monza contro Daniel Brands. Supera di nuovo le qualificazioni al Roland Garros e al primo turno sconfigge Simone Bolelli, al secondo cede al quinto set contro il nº 29 ATP Thomaz Bellucci. In giugno perde la finale del Challenger di Reggio Emilia da Carlos Berlocq. Il mese dopo si qualifica e arriva al secondo turno in singolare anche a Stoccarda, mentre in doppio raggiunge i quarti in coppia con Jérémy Chardy. Vince quindi il secondo Challenger stagionale a Orbetello, superando in due set Édouard Roger-Vasselin. In settembre disputa a Bucarest la prima finale ATP in carriera, partendo dalle qualificazioni; sconfigge tra gli altri i top 100 Florian Mayer, Pablo Cuevas e in semifinale Marcel Granollers, per poi arrendersi nell'atto decisivo a Juan Ignacio Chela, che si impone per 7-5, 6-1. Con questo torneo rientra nei top 100, al 77º posto, e termina la stagione al 71º.

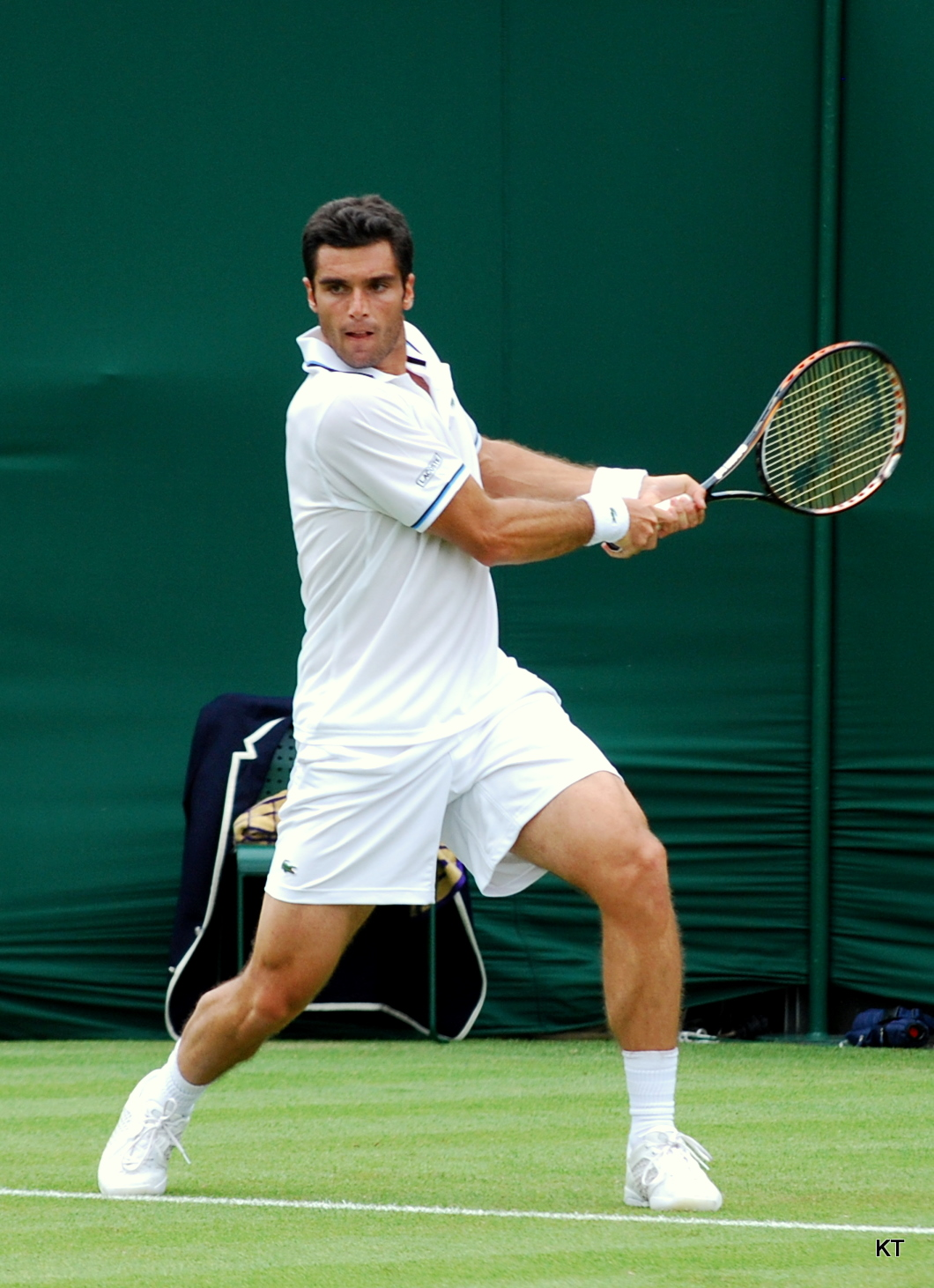
Wimbledon 2011

### 2011: primo titolo ATP e top 50
Dopo l'eliminazione al primo turno agli Australian Open e al secondo al Chile Open, in febbraio raggiunge la prima finale ATP di doppio in carriera nel 250 di Costa do Sauipe, in coppia con Daniel Gimeno Traver, perdendo contro i giocatori di casa Marcelo Melo e Bruno Soares; in singolare si ferma ai quarti. In marzo entra per la prima volta nel main draw di un Masters 1000 a Indian Wells e viene eliminato al primo turno; nel successivo Masters 1000 di Key Biscayne raggiunge il terzo turno dopo aver superato per la prima volta un top 10, il nº 9 del mondo Fernando Verdasco. Il 10 aprile conquista il suo primo titolo ATP sconfiggendo Potito Starace per 6-1, 6-2 nella finale del Grand Prix Hassan II di Casablanca, a fine torneo sale al 52º posto nel ranking. Subito dopo raggiunge i quarti nel torneo di doppio a Barcellona. Si ferma ai quarti anche in singolare in maggio a Nizza, mentre al Roland Garros esce al secondo turno. La stagione sull'erba gli riserva 3 sconfitte consecutive, tra cui quella a Wimbledon. Al ritorno sulla terra battuta, raggiunge a Stoccarda la sua terza finale ATP in singolare e raccoglie solo 4 giochi contro Juan Carlos Ferrero, mentre nel torneo di doppio si ferma in semifinale. I migliori risultati della seconda parte della stagione arrivano in singolare, con i quarti raggiunti a Kitzbühel in agosto e con la nuova finale disputata in settembre a Bucarest, nella quale viene piegato da Florian Mayer con il punteggio di 6-3, 6-1. Termina il 2011 al 46º posto del ranking, dopo essere stato 43º in settembre.

### 2012, 1 titolo ATP in singolare e due finali in doppio
A inizio stagione supera per la prima volta il primo turno all'Australian Open e viene eliminato al secondo. Disputa quindi la finale in doppio a Viña del Mar in coppia con Carlos Berlocq, perdendo 12-10 il set decisivo contro Frederico Gil / Daniel Gimeno Traver. A fine febbraio si prende la rivincita su Florian Mayer sconfiggendolo al secondo turno dell'ATP 500 di Acapulco prima di uscire per mano di David Ferrer. Supera Mayer anche al secondo turno di Indian Wells e al quarto turno si fa rimontare il set di vantaggio e viene sconfitto dal numero 1 del mondo Novak Đoković. Il 15 aprile 2012 si conferma campione a Casablanca, e conquista il suo secondo titolo ATP sconfiggendo in finale Albert Ramos Viñolas con il punteggio di 6-1, 7-6. In maggio raggiunge la semifinale a Belgrado sia in singolare che in doppio. Non ottiene grandi risultati nel prosieguo della stagione sulla terra battuta e in tutta quella sull'erba. In agosto raggiunge nel torneo di doppio a Winston-Salem la sua unica finale ATP in carriera disputata sul cemento, in coppia con Leonardo Mayer viene sconfitto da Santiago González / Scott Lipsky per 6-3, 4-6, [10-2]. È il suo ultimo risultato rilevante del 2012, che chiude con 7 sconfitte consecutive in singolare, e passa dal nuovo best ranking di settembre in 33ª posizione alla 42ª di fine stagione. In doppio termina l'anno al 74º posto, che resterà il suo best ranking in carriera.

### 2013, semifinale al Masters 1000 di Madrid
Il momento negativo prosegue nei primi 4 mesi del 2013, con 13 sconfitte su 18 incontri giocati nei tabelloni principali in singolare e 8 sconfitte su 10 incontri in doppio. Ritrova la forma a Madrid, dove il 10 maggio 2013 batte Kei Nishikori e conquista la prima semifinale in un Masters 1000; gli nega la finale Rafael Nadal, che gli concede solo 4 giochi. A fine torneo passa dal 113º al 54º posto del ranking. Si conferma al successivo ATP 250 di Nizza sconfiggendo nei quarti il nº 17 del mondo Gilles Simon, in semifinale cede in due set a Gaël Monfils. Ha quindi inizio una nuova serie negativa interrotta dalla finale raggiunta in agosto nel torneo di doppio insieme a Guillermo García López a Gstaad, persa in due set contro Jamie Murray / John Peers. Nell'ultima parte del 2014 supera il secondo turno solo nell'unico Challenger disputato durante la stagione.

### 2014, un titolo ATP

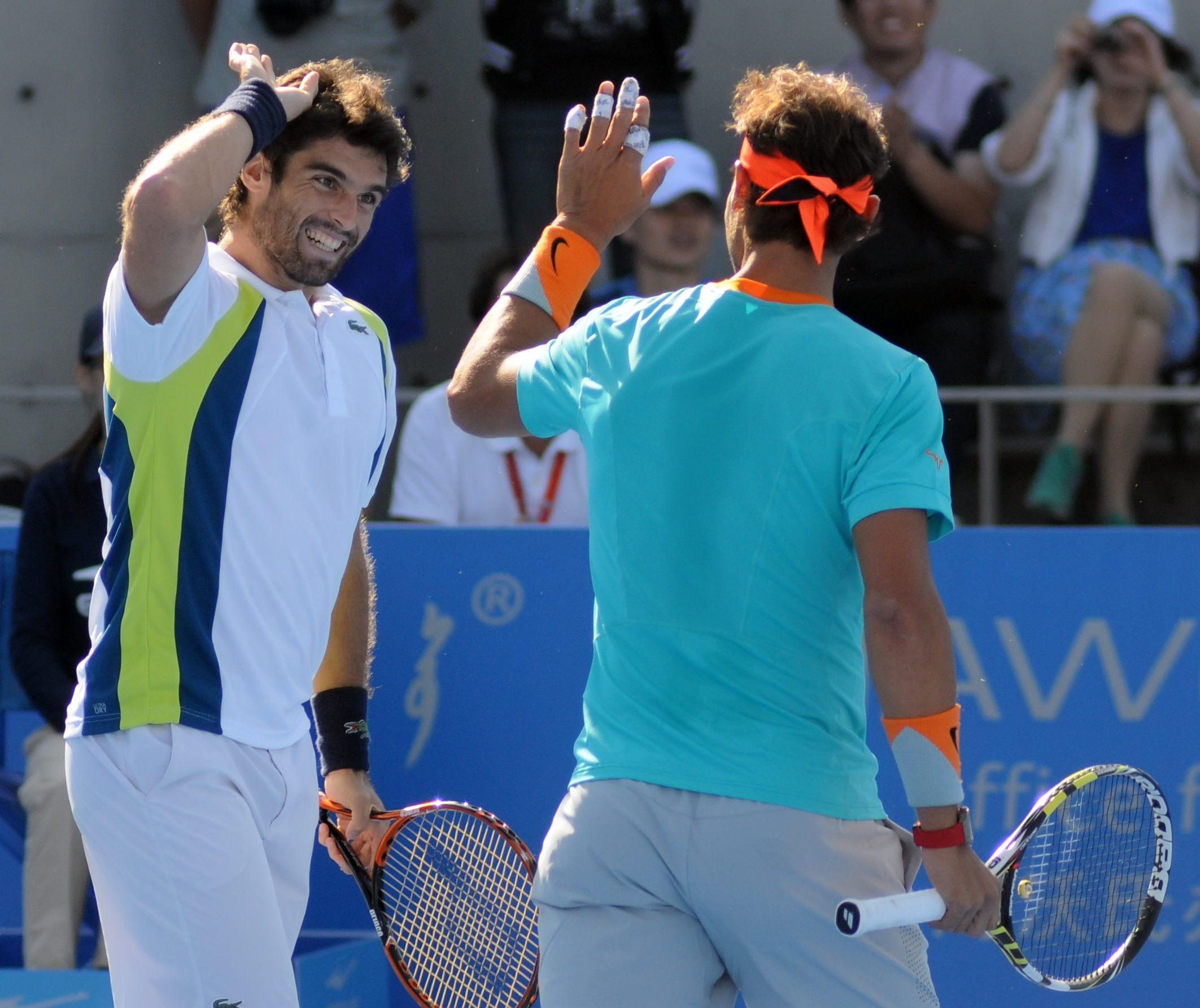
Con il compagno di doppio Nadal al China Open 2014

Nei primi tre tornei stagionali raggiunge il secondo turno solo all'Australian Open. In febbraio gioca i quarti in singolare e in doppio a Buenos Aires e la settimana dopo arriva in semifinale all'ATP 500 di Rio de Janeiro; elimina nei quarti la testa di serie nº 4 Tommy Robredo e impegna strenuamente il nº 1 del mondo Nadal, che si impone 12-10 nel tiebreak decisivo del terzo set e vincerà il torneo. È l'ultimo buon risultato di inizio stagione, torna a mettersi in luce in luglio raggiungendo i quarti di finale all'ATP 500 di Amburgo. La settimana successiva conquista il terzo titolo ATP in carriera a Gstaad, battendo in finale Juan Mónaco con il punteggio di 6-3, 7-5. Nel finale di stagione è di nuovo nei quarti di finale a Kuala Lumpur e a Valencia, dopo aver sconfitto al primo turno il nº 6 del mondo Tomáš Berdych. In settembre fa il suo esordio nella squadra spagnola di Coppa Davis nella sfida di San Paolo del Brasile valida per gli spareggi del Gruppo Mondiale. Viene impiegato la prima giornata in singolare e perde in 5 set da Thomaz Bellucci sprecando un vantaggio di due set. Il Brasile si impone per 3-1 e la Spagna retrocede nel Gruppo 1 per la prima volta dopo molti anni. Il suo ranking stagionale oscilla tra il 34º posto di febbraio e l'80º di giugno, chiudendo la stagione al 41º.

### 2015, finale a Barcellona, 32º nel ranking e infortunio al gomito sinistro
L'inizio della stagione è deludente con 3 sole vittorie al primo turno su 11 tornei disputati in singolare. In doppio raggiunge la finale in febbraio a Rio de Janeiro in coppia con Oliver Marach, perdendo in due set contro Martin Kližan / Philipp Oswald. La settimana successiva perde con Marach anche la finale a Buenos Aires. Il 26 aprile disputa la sua finale più prestigiosa in carriera all'ATP 500 di Barcellona; sulla strada che conduce alla finale supera nell'ordine Albert Ramos Viñolas, Leonardo Mayer, il nº 12 ATP Feliciano López, Fabio Fognini e in semifinale il nº 8 ATP David Ferrer, nella sfida per il titolo ha la meglio il campione uscente Kei Nishikori, che si impone con un doppio 6-4. Raggiunge per la prima volta il terzo turno al Roland Garros, dove viene eliminato in tre set da Jo-Wilfried Tsonga, e a Wimbledon, uscendo dopo 4 set contro Berdych. Grazie a questi risultati approda al 32º posto del ranking, che resterà la sua migliore posizione raggiunta in carriera. In luglio fa le sue ultime apparizioni in Coppa Davis nella sfida di Vladivostok contro la Russia, valida per il Gruppo 1 della zona euro-africana; nel primo singolare concede solo 8 giochi a Karen Chačanov e nell'ultima giornata, sul punteggio di 2-2, perde in tre set il confronto con Andrej Rublëv, che condanna la Spagna a rimanere nel Gruppo 1. Chiude la stagione in anticipo il 1º settembre per un malanno al gomito destro, che lo costringe al ritiro durante l'incontro di primo turno agli US Open.

### 2016-2017, tre operazioni al gomito ed esclusione dalla classifica mondiale
Il miglior risultato di inizio stagione è il terzo turno raggiunto in doppio assieme a Pablo Carreño Busta all'Australian Open. In singolare, dopo il primo incontro vinto all'esordio stagionale a Doha, subisce 5 sconfitte consecutive e verso fine febbraio si ritira durante il match di primo turno a San Paolo del Brasile per i dolori al gomito destro, per il quale si sottopone a un intervento chirurgico il 17 marzo. Rientra in settembre nel circuito Challenger e raggiunge due semifinali. A fine mese torna a giocare nel circuito maggiore e subisce in singolare 4 sconfitte consecutive. In novembre si fa di nuovo operare al gomito. L'intervento non dà il risultato sperato e nell'aprile 2017 si sottopone alla terza operazione. Escluso dal ranking il 25 settembre 2017, quello stesso giorno rientra a giocare perdendo al primo incontro nel Futures Spain F31, vince un incontro nel successivo Spain F32 dopo il quale pone fine alla sfortunata stagione.

### 2018, 1 titolo ATP, 3 titoli Challenger e rientro nella top 100
Ormai ristabilito, torna a giocare nel circuito maggiore in gennaio grazie al Protected Ranking, ripartendo dalla posizione nº 1690 della classifica mondiale. Disputa l'unico torneo stagionale in doppio all'Australian Open, dove raggiunge il terzo turno in coppia con Albert Ramos Viñolas. Dopo tre eliminazioni al primo turno in singolare, in febbraio vince a Rio de Janeiro contro Gerald Melzer il primo incontro nel circuito ATP a distanza di oltre due anni dall'ultima vittoria a Doha; avverte di nuovo dolore e si ritira durante l'incontro di secondo turno. Rientra un mese dopo e in aprile vince la finale del Challenger di Alicante sconfiggendo Alex de Minaur per 7-6, 6-1. La settimana successiva conquista il suo quarto titolo ATP trionfando per la terza volta nel Grand Prix Hassan II, che quest'anno si tiene a Marrakech, battendo in finale per 6-2, 6-2 Kyle Edmund, reduce dalla semifinale in gennaio all'Australian Open. Dopo il torneo si trova al 154º posto nella classifica mondiale; si era presentato da 355º e diventa il giocatore con il più basso ranking a vincere un torneo ATP da quando Lleyton Hewitt aveva trionfato ad Adelaide nel 1998 da 550º. Continua a risalire la china superando le qualificazioni e raggiungendo il terzo turno a Barcellona. Subisce alcune sconfitte, ritorna nel circuito Challenger e in ottobre vince la prima edizione della Firenze Tennis Cup. Il 12 novembre rientra nella top 100 e vince quindi il Challenger de Buenos Aires, finendo la stagione all'82º posto del ranking.

### 2019, 3 titoli Challenger, una finale ATP, quarto turno agli US Open e 50º nel ranking
Viene eliminato al primo turno nei primi 4 tornei a cui partecipa nel 2019, tra i quali l'Australian Open, e resta poi un mese lontano dalle competizioni. Vince il primo incontro stagionale al suo rientro in marzo, sulla terra battuta a Santiago del Cile, dove si ferma in semifinale. Esce al secondo turno nel Masters 1000 di Miami e la settimana successiva vince la finale del Challenger di Marbella, superando in tre set Benoît Paire. Conquista il secondo Challenger consecutivo confermandosi campione ad Alicante con la vittoria in finale su Pedro Martinez. La striscia vincente si ferma a 14 incontri nella sua quarta finale disputata al Grand Prix Hassan II, dove aveva vinto le tre precedenti, sconfitto per 6-2, 6-3 da Paire, che si prende la rivincita della finale di Marbella. Dopo l'eliminazione al primo turno al Roland Garros, vince il terzo Challenger stagionale sulla terra rossa di Prostějov. Perde al primo incontro anche a Wimbledon e torna a mettersi in luce nei due ultimi tornei ATP che disputa in stagione sulla terra battuta, arrivando in semifinale a Gstaad, dove viene sconfitto dal vincitore del torneo Ramos Viñolas, e nei quarti a Kitzbühel. In agosto raggiunge per la prima volta il quarto turno in una prova dello Slam agli US Open, grazie alle vittorie sui top 100 Kyle Edmund, Lorenzo Sonego e Aleksandr Bublik; esce dal torneo per mano di Gaël Monfils, che si impone in tre set. Grazie a questi risultati sale al 50º posto nel ranking, la sua migliore posizione dall'ottobre 2015. Prima di fine anno gioca altri 6 tornei ATP senza mai superare il secondo turno e chiude la stagione in 64ª posizione

### 2020, una finale Challenger
Inizia il 2020 con le sconfitte al primo turno sul cemento di Doha, Adelaide e dell'Australian Open. A Cordova ottiene la prima vittoria della stagione battendo in due set Filip Horanský prima di essere eliminato da Ramos Viñolas. Sconfitto al primo turno all'Argentina Open dall'emergente Casper Ruud, all'ATP di Rio supera al primo turno Fernando Verdasco e al secondo cede in 2 set a Pedro Martinez. Ad Acapulco viene invece eliminato immediatamente dal numero 1 del seeding Rafael Nadal. Dopo la sosta forzata per la pandemia di COVID-19, torna in campo agli US Open ed esce al primo turno per mano di Borna Ćorić. Perde in due set la finale al Challenger di Prostějov da Kamil Majchrzak e raggiunge la semifinale al successivo Challenger di Iași. A fine stagione non supera il primo turno del Roland Garros e raggiunge il secondo turno nella prima edizione del Forte Village Sardegna Open e ad Anversa, dove si spinge in semifinale in doppio in coppia con Sander Arends.

### 2021, semifinale in doppio al Roland Garros
Le uniche vittorie di inizio stagione sono quella in doppio al primo turno dell'ATP 250 di Melbourne e quella in singolare al primo turno dell'Australian Open. In marzo raggiunge i quarti a Buenos Aires e cede al terzo set a Francisco Cerúndolo. In aprile supera Gilles Simon al primo turno a Barcellona e viene eliminato da Roberto Bautista Agut al secondo. Sconfitto al primo turno all'Estoril e a Madrid, raggiunge la semifinale a Ginevra dopo aver eliminato al secondo turno Federer, reduce da una lunga convalescenza; esce di scena per mano di Casper Ruud, che vincerà il torneo. Al primo turno del Roland Garros batte a sorpresa il nº 4 del mondo Dominic Thiem dopo essersi trovato in svantaggio di 2 set a 0; si risolve al quinto set anche il successivo incontro con Federico Delbonis, che si impone per 6-2 nel parziale decisivo. A Parigi Andújar si mette in luce anche in doppio raggiungendo in coppia con Pedro Martínez la semifinale, nella quale vengono sconfitti da Bublik / Golubev dopo aver vinto il primo set; grazie a questa impresa passa dal 456º al 131º nel ranking di specialità. Al primo turno di Wimbledon dà vita a un match equilibrato con Pierre-Hugues Herbert e vince 8-6 al quinto set, dà quindi forfait prima dell'incontro successivo. A fine luglio fa il suo esordio assoluto in un'Olimpiade ai Giochi di Tokyo, viene impiegato sia in singolare che in doppio e in entrambi i tornei esce al primo turno. Agli US Open si spinge fino al terzo turno e raccoglie solo sette giochi contro Daniil Medvedev, che vincerà il titolo. È l'ultimo risultato di rilievo della stagione, che chiude al 91º posto del ranking.

### 2022, una finale ATP e ritorno al 74º posto in doppio
A Inizio stagione raggiunge per la prima volta il terzo turno agli Australian Open in singolare ed esce al terzo turno anche in doppio, in coppia con Pedro Martínez. A Rio de Janeiro si spinge fino ai quarti di finale sia in singolare, in cui elimina Albert Ramos Viñolas e viene sconfitto da Diego Schwartzman, che in doppio, di nuovo con Martínez. Dopo il secondo turno raggiunto nei tornei ATP di Acapulco e Marrakech, esce in semifinale all'Andalucía Challenger. A maggio perde la finale in doppio all'ATP di Ginevra assieme a Matwé Middelkoop, risultato con cui eguaglia il suo best ranking al 74º posto che risaliva al 2012. Esce al turno di esordio al Roland Garros in singolare e soprattutto in doppio, perde tutti i punti guadagnati con la semifinale dell'anno prima e scende alla 167ª posizione. A luglio raggiunge la finale al Challenger di Iași e viene sconfitto in tre set da Felipe Meligeni Alves. Non supera mai il secondo turno in singolare nei rimanenti tornei stagionali e a settembre esce dalla top 100. A fine anno annuncia l'intenzione di ritirarsi alla fine del 2023.

### 2023, crollo nei ranking e ritiro
Inattivo in doppio dal maggio 2022, a gennaio esce dalla top 200. Nei primi 5 mesi dell'anno disputa 10 incontri in singolare e ne vince solo uno nelle qualificazioni di Indian Wells, superando in rimonta il nº 80 del ranking Nuno Borges; già a febbraio esce dalla top 200 e ad aprile dalla top 300. Si prende una lunga pausa dopo il Madrid Open. Rientra a novembre per celebrare il ritiro e disputare l'ultimo torneo della carriera sui campi della Copa Faulcombridge, un torneo del Challenger Tour giocato a  Valencia.

## Statistiche

### Singolare

#### Vittorie (4)
| Legenda              |
| Grande Slam (0)      |
| ATP Finals (0)       |
| ATP Masters 1000 (0) |
| ATP Tour 500 (0)     |
| ATP Tour 250 (4)     |

| N. | Data           | Torneo                               | Superficie  | Avversari in finale  | Punteggio   |
| 1. | 10 aprile 2011 | Grand Prix Hassan II, Casablanca     | Terra rossa | Potito Starace       | 6-1, 6-2    |
| 2. | 15 aprile 2012 | Grand Prix Hassan II, Casablanca (2) | Terra rossa | Albert Ramos Viñolas | 6-1, 7-6(5) |
| 3. | 27 luglio 2014 | Swiss Open Gstaad, Gstaad            | Terra rossa | Juan Mónaco          | 6-3, 7-5    |
| 4. | 15 aprile 2018 | Grand Prix Hassan II, Marrakech (3)  | Terra rossa | Kyle Edmund          | 6-2, 6-2    |

#### Sconfitte (5)
| Legenda              |
| Grande Slam (0)      |
| ATP Finals (0)       |
| ATP Masters 1000 (0) |
| ATP Tour 500 (1)     |
| ATP Tour 250 (4)     |

| N. | Data              | Torneo                          | Superficie  | Avversari in finale | Punteggio |
| 1. | 26 settembre 2010 | BCR Open Romania, Bucarest      | Terra rossa | Juan Ignacio Chela  | 5-7, 1-6  |
| 2. | 17 luglio 2011    | Stuttgart Open, Stoccarda       | Terra rossa | Juan Carlos Ferrero | 4-6, 0-6  |
| 3. | 19 settembre 2011 | BCR Open Romania, Bucarest (2)  | Terra rossa | Florian Mayer       | 3-6, 1-6  |
| 4. | 26 aprile 2015    | Barcelona Open, Barcellona      | Terra rossa | Kei Nishikori       | 4-6, 4-6  |
| 5. | 14 aprile 2019    | Grand Prix Hassan II, Marrakech | Terra rossa | Benoît Paire        | 2-6, 3-6  |

### Doppio

#### Finali perse (7)
| Legenda              |
| Grande Slam (0)      |
| ATP Finals (0)       |
| ATP Masters 1000 (0) |
| ATP Tour 500 (1)     |
| ATP Tour 250 (6)     |

| N. | Data             | Torneo                            | Superficie  | Compagno               | Avversari in finale                | Punteggio         |
| 1. | 13 febbraio 2011 | Brasil Open, Salvador             | Terra rossa | Daniel Gimeno Traver   | Marcelo Melo Bruno Soares          | 6(4)-7, 3-6       |
| 2. | 5 febbraio 2012  | Chile Open, Viña del Mar          | Terra rossa | Carlos Berlocq         | Frederico Gil Daniel Gimeno Traver | 6-1, 5-7, [10-12] |
| 3. | 25 agosto 2012   | Winston-Salem Open, Winston-Salem | Cemento     | Leonardo Mayer         | Santiago González Scott Lipsky     | 3-6, 6-4, [2-10]  |
| 4. | 27 luglio 2013   | Swiss Open Gstaad, Gstaad         | Terra rossa | Guillermo García López | Jamie Murray John Peers            | 3-6, 4-6          |
| 5. | 22 febbraio 2015 | Rio Open, Rio de Janeiro          | Terra rossa | Oliver Marach          | Martin Kližan Philipp Oswald       | 6(3)-7, 3-6       |
| 6. | 1º marzo 2015    | Argentina Open, Buenos Aires      | Terra rossa | Oliver Marach          | Jarkko Nieminen André Sá           | 6-4, 4-6, [7-10]  |
| 7. | 22 maggio 2022   | Geneva Open, Ginevra              | Terra rossa | Matwé Middelkoop       | Nikola Mektić Mate Pavić           | 6-2, 2-6, [3-10]  |

### Tornei minori

#### Singolare

##### Vittorie (13)
| Legenda tornei minori |
| Challenger (11)       |
| Futures (2)           |

| N.  | Data             | Torneo                                                 | Superficie | Avversari in finale    | Punteggio        |
| 1.  | 17 luglio 2005   | Spain F15, Elche                                       | Terra      | Gabriel Trujillo Soler | 6-3, 3-6, 6-3    |
| 2.  | 6 novembre 2005  | Spain F31, Vilafranca                                  | Terra      | Nick van der Meer      | 2-6, 6-3, 7-5    |
| 3.  | 23 luglio 2006   | Riviera di Rimini Challenger, Rimini                   | Terra      | Werner Eschauer        | 3-6, 6-1, 7-5    |
| 4.  | 13 agosto 2006   | Concurso Internacional de Vigo, Vigo                   | Terra      | Fernando Vicente       | 7-5, 7-6(6)      |
| 5.  | agosto 2008      | Concurso Internacional de Vigo, Vigo (2)               | Terra      | Marco Crugnola         | 6-1, 3-6, 6-3    |
| 6.  | 17 agosto 2008   | Concurso Internacional de San Sebastián, San Sebastián | Terra      | Rubén Ramírez Hidalgo  | 6-4, 6-1         |
| 7.  | 25 luglio 2010   | Orbetello Challenger, Orbetello                        | Terra      | Édouard Roger-Vasselin | 6-4, 6-3         |
| 8.  | 7 aprile 2018    | JC Ferrero Challenger Open, Alicante                   | Terra      | Alex de Minaur         | 7-6(5), 6-1      |
| 9.  | 7 ottobre 2018   | Firenze Tennis Cup, Firenze                            | Terra      | Marco Trungelliti      | 7-5, 6-3         |
| 10. | 18 novembre 2018 | Challenger de Buenos Aires, Buenos Aires               | Terra      | Pedro Cachín           | 6-3, 6-1         |
| 11. | 31 marzo 2019    | Andalucía Challenger, Marbella                         | Terra      | Benoît Paire           | 4-6, 7-6(6), 6-4 |
| 12. | 7 aprile 2019    | JC Ferrero Challenger Open, Alicante (2)               | Terra      | Pedro Martínez         | 6-3, 3-6, 6-4    |
| 13. | giugno 2019      | Czech Open, Prostějov                                  | Terra      | Attila Balázs          | 6-2, 7-5         |

#### Doppio

##### Vittorie (6)
| Legenda tornei minori |
| Challenger (4)        |
| Futures (2)           |

| N. | Data              | Torneo                               | Superficie | Compagno          | Avversari in finale                | Punteggio        |
| 1. | 30 aprile 2005    | Spain F5, Lleida                     | Terra      | Marc Fornell      | Rafael Arévalo Komlavi Loglo       | 6-2, 4-6, 6-3    |
| 2. | 16 luglio 2005    | Spain F15, Elche                     | Terra      | Jun Kato          | Daniel Muñoz Pablo Santos          | 7-5, 4-1 rit.    |
| 3. | 15 luglio 2006    | Mantova Challenger, Mantova          | Terra      | Marcel Granollers | Alessandro Motti Daniel Muñoz      | 6-3, 5-7, [10-7] |
| 4. | 12 agosto 2006    | Concurso Internacional de Vigo, Vigo | Terra      | Marcel Granollers | Augustin Gensse Horacio Zeballos   | 7-6(4), 6-1      |
| 5. | 16 settembre 2006 | Copa Sevilla, Siviglia               | Terra      | Marcel Granollers | Hugo Armando Carlos Poch Gradin    | 4-6, 6-3, [10-8] |
| 6. | 27 febbraio 2010  | Morocco Tour - Meknes, Meknes        | Terra      | Flavio Cipolla    | Aleksandr Dolhopolov Artem Smirnov | 6-2, 6-2         |

## Risultati in progressione
| Sigla | Risultato               |
| ----- | ----------------------- |
| V     | Vincitore               |
| F     | Finalista               |
| SF    | Semifinalista           |
| O     | Oro olimpico            |
| A     | Argento olimpico        |
| SF    | Bronzo olimpico         |
| QF    | Quarti di Finale        |
| 4T    | Quarto turno            |
| 3T    | Terzo turno             |
| 2T    | Secondo turno           |
| 1T    | Primo turno             |
| RR    | Round Robin             |
| LQ    | Turno di qualificazione |
| A     | Assente                 |
| ND    | Non disputato           |

| Legenda superfici    |
| -------------------- |
| Cemento              |
| Terra battuta        |
| Erba                 |
| Superficie variabile |

### Singolare
| Tornei Grande Slam |     |     |               |               |               |     |               |               |               |     |               |               |               |               |     |     |     |       |
| Australian Open    | Q1  | A   | 1T            | A             | 1T            | 2T  | 1T            | 2T            | 1T            | 1T  | A             | Q1            | 1T            | 1T            | 2T  | 3T  | Q1  | 5-11  |
| Roland Garros      | Q3  | 2T  | 2T            | 2T            | 2T            | 2T  | 1T            | 1T            | 3T            | A   | A             | 1T            | 1T            | 1T            | 2T  | 1T  |     | 8-13  |
| Wimbledon          | Q1  | A   | 1T            | A             | 1T            | 1T  | 1T            | 1T            | 3T            | A   | A             | A             | 1T            | ND            | 2T  | 1T  |     | 3-8   |
| US Open            | A   | 1T  | A             | A             | 1T            | 2T  | 2T            | 2T            | 1T            | A   | A             | A             | 4T            | 1T            | 3T  | A   |     | 8-9   |
| Vittorie-Sconfitte | 0-0 | 1-2 | 1-3           | 1-1           | 1-4           | 3-4 | 1-4           | 2-4           | 4-4           | 0-1 | 0-0           | 0-1           | 3-4           | 0-3           | 5-3 | 2-3 | 0-0 | 24-41 |
| Giochi Olimpici    |     |     |               |               |               |     |               |               |               |     |               |               |               |               |     |     |     |       |
| Giochi Olimpici    | ND  | A   | Non disputati | Non disputati | Non disputati | A   | Non disputati | Non disputati | Non disputati | A   | Non disputati | Non disputati | Non disputati | Non disputati | 1T  | ND  | ND  | 0-1   |
| Vittorie-Sconfitte | ND  | 0-0 | Non disputati | Non disputati | Non disputati | 0-0 | Non disputati | Non disputati | Non disputati | 0-0 | Non disputati | Non disputati | Non disputati | Non disputati | 0-1 | ND  | ND  | 0-1   |

### Doppio
| Tornei Grande Slam |     |               |               |               |     |               |               |               |     |               |               |               |               |     |     |     |       |
| Australian Open    | A   | A             | A             | 2T            | 2T  | 1T            | 1T            | 2T            | 3T  | A             | 3T            | A             | 1T            | 1T  | 3T  | A   | 9-10  |
| Roland Garros      | A   | A             | A             | 2T            | 1T  | 1T            | 1T            | 2T            | A   | A             | A             | A             | A             | SF  | 1T  |     | 6-7   |
| Wimbledon          | A   | A             | A             | 1T            | 1T  | 1T            | A             | 1T            | A   | A             | A             | A             | ND            | A   | A   |     | 0-4   |
| US Open            | 1T  | A             | A             | 2T            | 2T  | 1T            | 1T            | A             | A   | A             | A             | 1T            | A             | A   | A   |     | 2-6   |
| Vittorie-Sconfitte | 0-1 | 0-0           | 0-0           | 3-4           | 2-4 | 0-4           | 0-3           | 2-3           | 2-1 | 0-0           | 2-1           | 0-1           | 0-1           | 4-2 | 2-2 | 0-0 | 17-27 |
| Giochi Olimpici    |     |               |               |               |     |               |               |               |     |               |               |               |               |     |     |     |       |
| Giochi Olimpici    | A   | Non disputati | Non disputati | Non disputati | A   | Non disputati | Non disputati | Non disputati | A   | Non disputati | Non disputati | Non disputati | Non disputati | 1T  | ND  | ND  | 0-1   |
| Vittorie-Sconfitte | 0-0 | Non disputati | Non disputati | Non disputati | 0-0 | Non disputati | Non disputati | Non disputati | 0-0 | Non disputati | Non disputati | Non disputati | Non disputati | 0-1 | ND  | ND  | 0-1   |

### Doppio misto
| Tornei Grande Slam         |     |     |
| Australian Open, Melbourne | 2T  | 1-1 |
| Roland Garros, Parigi      | A   | 0-0 |
| Wimbledon, Londra          | A   | 0-0 |
| US Open, New York          | A   | 0-0 |
| Vittorie-Sconfitte         | 1-1 | 1-1 |
| Giochi Olimpici            |     |     |
| Giochi Olimpici            | ND  | 0-0 |
| Vittorie-Sconfitte         | 0-0 | 0-0 |

### Vittorie contro giocatori top 10
| Anno     | 2003 | 2004 | 2005 | 2006 | 2007 | 2008 | 2009 | 2010 | 2011 | 2012 | 2013 | 2014 | 2015 | 2016 | 2017 | 2018 | 2019 | 2020 | 2021 | 2022 | Totale |
| -------- | ---- | ---- | ---- | ---- | ---- | ---- | ---- | ---- | ---- | ---- | ---- | ---- | ---- | ---- | ---- | ---- | ---- | ---- | ---- | ---- | ------ |
| Vittorie | 0    | 0    | 0    | 0    | 0    | 0    | 0    | 0    | 1    | 1    | 0    | 1    | 1    | 0    | 0    | 0    | 0    | 0    | 2    | 0    | 6      |

| #    | Giocatore         | Rank | Evento                         | Superficie  | Turno | Punteggio               |
| ---- | ----------------- | ---- | ------------------------------ | ----------- | ----- | ----------------------- |
| 2011 |                   |      |                                |             |       |                         |
| 1.   | Fernando Verdasco | 9    | Miami Open, Miami              | Cemento     | 2T    | 3-6, 7-6(3), 6-4        |
| 2012 |                   |      |                                |             |       |                         |
| 2.   | Janko Tipsarević  | 8    | Cincinnati Masters, Cincinnati | Cemento     | 2T    | 6-4, 4-1 rit.           |
| 2014 |                   |      |                                |             |       |                         |
| 3.   | Tomáš Berdych     | 6    | Valencia Open 500, Valencia    | Cemento (i) | 1T    | 6-3, 6-2                |
| 2015 |                   |      |                                |             |       |                         |
| 4.   | David Ferrer      | 8    | Barcelona Open, Barcellona     | Terra rossa | SF    | 7-6(6), 6-3             |
| 2021 |                   |      |                                |             |       |                         |
| 5.   | Roger Federer     | 8    | Geneva Open, Ginevra           | Terra rossa | 2T    | 6-4, 4-6, 6-4           |
| 6.   | Dominic Thiem     | 4    | Open di Francia, Parigi        | Terra rossa | 1T    | 4-6, 5-7, 6-3, 6-4, 6-4 |